# ناحیه یشن‌آباد
ناحیه یشن‌آباد (به ازبکی: Yashnobod) یک منطقهٔ مسکونی در ازبکستان است که در تاشکند واقع شده‌است. ناحیه یشن‌آباد ۳۳٫۷ کیلومتر مربع مساحت و ۲۰۴٬۸۰۰ نفر جمعیت دارد.